# Becky Storrie
Becky Storrie (Ballasalla, 27 settembre 1998) è una ciclista su strada britannica che corre per il Team Picnic PostNL; è attiva in formazioni UCI dal 2021.

## Piazzamenti

### Grandi Giri
- Giro d'Italia

2023: 51ª
2024: ritirata (4ª tappa)
- Tour de France

2024: non partita (7ª tappa)

### Competizioni continentali
- Campionati europei

Drenthe 2023 - In linea Elite: 39ª